# Siófok
Siófok (výslovnost: [Šiófok]) je město v maďarské v župě Somogy. Leží na břehu Balatonu. Je centrem okresu Siófok. Jeho název se skládá z názvů řeky Sió a dřívější vesnice Fok. Město leží na kanálu Sió, který odvodňuje Balaton, dříve bezodtoké jezero. Siófok je oblíbeným rekreačním střediskem na jižním pobřeží Balatonu nazývaném jako Maďarská riviéra. Teplota vody se v letních měsících pohybuje mezi 22 až 28 °C (rekordní hodnota 31 °C byla naměřena v letech 2003 a 2006).

## Historie
Siófok byl poprvé zmíněn v listině založení kláštera Tihány z roku 1055 (jako fuk). Lokalita dnešního města byla osídlena ale nejspíše již v dobách existence Římské říše, neboť Římané v této oblasti vysázeli vinice. Město bylo zničeno během mongolského vpádu ve 13. století, poté bylo ale znovu dosídleno. Nejprve patřilo město pod župu Somogy a poté pod župu Veszprém. Nakonec hranice probíhala samotnou řekou Sió. Ještě před tureckou invazi do Uher se zde nacházel kostel sv. Petra a Pavla. 
V roce 1552 bylo město dobyto Turky. Ti zde postavili pevnost (na kopci, kde se dnes nachází nemocnice) a na břehu Blatenského jezera také přístav. Samotnou osadu ale dle tureckých defterů zničili, neboť záznamy dokládají, že místo bylo zcela pusté. Na konci 17. století, poté co byl osvobozen od cizí nadvlády, byl Siófok povýšen na svobodné královské město. V roce 1736 zde byl zbudován barokní kostel Neposkvrněného početí Panny Marie. 
V roce 1810 sem začala být pravidelně doručována pošta. Rovněž v první polovině 19. století bylo nařízeno snížit hladinu Blatenského jezera (odtokem řekou Sió), což umožnilo vysušit některé bažiny na břehu jezera, práce probíhaly od roku 1810. Tím se uvolnilo více místa pro další rozvoj Siófoku. V druhém vojenském mapování se obec objevuje již šířící se mimo své přirozené jádro, domy vznikaly podél cest do všech stran.
Po výstavbě jižní železniční trati na Balatonu (1861 – Jižní dráha) se osídlení pomalu měnilo. Zpočátku sloužil Siófok pouze jako přestupní stanice pro lodní dopravu, po změně hladiny jezera o cca 1 až 1,5 m v roce 1863 zde byl vybudován přístav a v témže roce i nádraží. Původně byl oblíbeným přístavním městem Szántód. V roce 1904 byla k hlavní trati doplněna ještě lokálka do města Kaposvár. I v lodní dopravě došlo k značnému posunu; za pomoci uherské vlády založil Gábor Baross paroplavební společnost (maďarsky Balatoni Gőzhajózási Részvénytársaság). První lodě byly spouštěny na vodu v letech 1889 a 1891. Lodní doprava odstartovala ale již v 40. letech 19. století.
V 60. letech 19. století zde žila židovská komunita, která čítala cca 350 lidí. Působilo zde například 70 obchodníků, kteří sehráli svoji roli v tom, že se město stalo jedním z nejatraktivnějších letovisek v rámci tehdejších Uher. Místní si oblíbili rovnou a písčitou pláž. Jeho rozvoj se tak následně posouval kupředu mílovými kroky. Roku 1866 bylo město poprvé propagováno a v roce 1878 zde byl postaven první ubytovací dům s názvem Maďarské moře (maďarsky Magyar Tenger). Na konci 19. století bylo postaveno centrální koupaliště, později jej nahradilo modernější. Zpevněn byl také břeh jezera. V roce 1895 se stalo městem s tržními právy. V téže době zde byla založena i rybářská společnost a dostihové závodiště. Siófok se tak etabloval jako další lázeňské město na pobřeží Blatenského jezera.

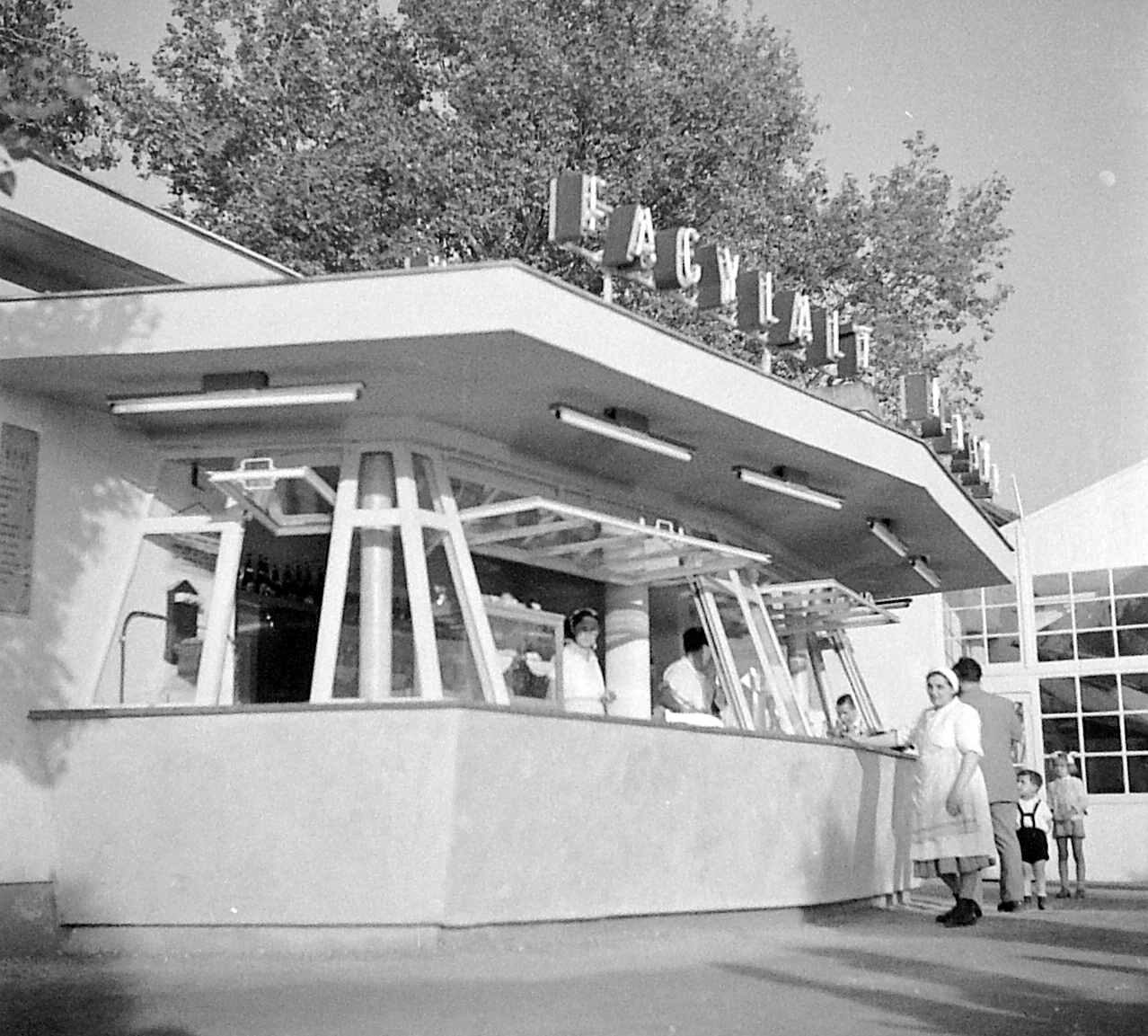
Občerstvení v místních lázních v 50. letech 20. století.

V srpnu 1919 zde úřadoval budoucí maďarský regent Miklós Horthy, který zde chtěl být blíže regionu Zadunají, kde bojoval proti Maďarské republice rad. Během tzv. bílého teroru zde bylo zavražděno na 200 Židů. Za druhé světové války odsud bylo transporty odvezeno několik set Židů. východní fronta vedla v blízkosti města v závěru války zhruba dva měsíce, což znamenalo značné ničení a škody na majetku. Většina bojů se odehrála na přelomu zimy a jara 1945 spíše v prostoru okolo Székesfeherváru, nicméně frontová linie probíhala i okolo Siófoku.
Po válce byla řeka Sió přestavěna do podoby regulovaného vodního toku (Sió-csátorna).
V roce 1950 bylo letovisko Balatonújhely administrativně připojeno k Siófoku. Ten se stal okresním městem v souvislosti s celomaďarskou administrativní reformou. V roce 1968 získal Siófok práva města. Kromě toho zde také v druhé polovině 20. století vznikl i kulturní dům, knihovna a nemocnice s kapacitou 400 míst. Podstatným způsobem bylo přestavěno také centrum města, kde vznikly panelové domy. Zasypána byla rovněž i část pláže a postaveny byly nové hotely (od roku 1962). Dramatický rozvoj Siófoku a nárůst počtu obyvatel během 20. století vedly k tomu, že hlavní dopravní tahy prochází v podstatě samotným středem města (ať už zmíněná železnice, tak i silnice č. 7 celostátního významu). V 70. letech také města dosáhla i dálnice M7, byť jen z části (v polovičním profilu); dobudována byla dále až po 27 letech.
Pro socialistické Maďarsko bylo město cílem řady celozávodních dovolených, které zde byly pořádány v rámci tehdejších odborových organizací. Síť ubytovacích zařízení se neustále rozšiřovala, až v roce 1987 celková kapacita přesáhla hodnotu 20 000 míst.
V roce 1968 byla Siófoku udělena práva města.
Roku 2006 byla přebudována promenáda okolo jezera. Odstraněna byla původní podoba ze 70. let 20. století, uskutečněna byla nová dlažba apod. Změny doznal také Jókai-park v samotném středu Siófoku, poblíž přístavu. V roce 2011 byla také uskutečněna rekonstrukce vodárenské věže, která se nachází v samotném středu města. Kromě pozice výletní destinace se Siófok stal také i do jisté míry městem konferenčním, oblíbený se stal pro pořádání různých kongresů a podobných jiných akcí. Na hlavním náměstí se dnes nachází rozsáhlé obchodní centrum Sió plaza.

## Obyvatelstvo
V roce 2017 zde žilo 25 468 obyvatel. Město je druhým nejhustěji osídleným v rámci župy Somogy (200,9 km/km2 dle údajů z roku 2011). Podíl osob mladších 19 let zde činí 18 % a podíl osob starších 60 let potom 26 %. V roce 2017 byla průměrná délka života při narození 71,7 let u mužů a 78,7 let u žen.
Většina obyvatelstva se ve sčítání lidu deklarovala jako Maďaři, zastoupeny jsou další menšiny, např. Němci (1,9 %), dále Romové (1,7 %). K Římskokatolické církvi se hlásí 39,9 %, 0,4 % potom k církvi řeckokatolické, 7,7 % ke kalvinismu a 1,9 % k luteránství.
Od druhé poloviny 20. století se počet obyvatel Siófoku postupně zvyšuje. Růst počtu obyvatel se zrychlil v 50. letech 20. století v období socialismu. Po druhé světové válce se urbanizace urychlila, což částečně vedlo ke zdvojnásobení počtu obyvatel Siófoku. V roce 2021 měl historicky nejvyšší počet obyvatel, a to 26 451. 
Podle údajů ze sčítání lidu z roku 2011 se naprostá většina obyvatel Siofoku, kteří se hlásí k nějaké náboženské komunitě, označuje za římské katolíky (39,9 %). Kromě toho jsou ve městě zastoupeny i další významné církve, a to reformovaná a evangelická.

## Ekonomika

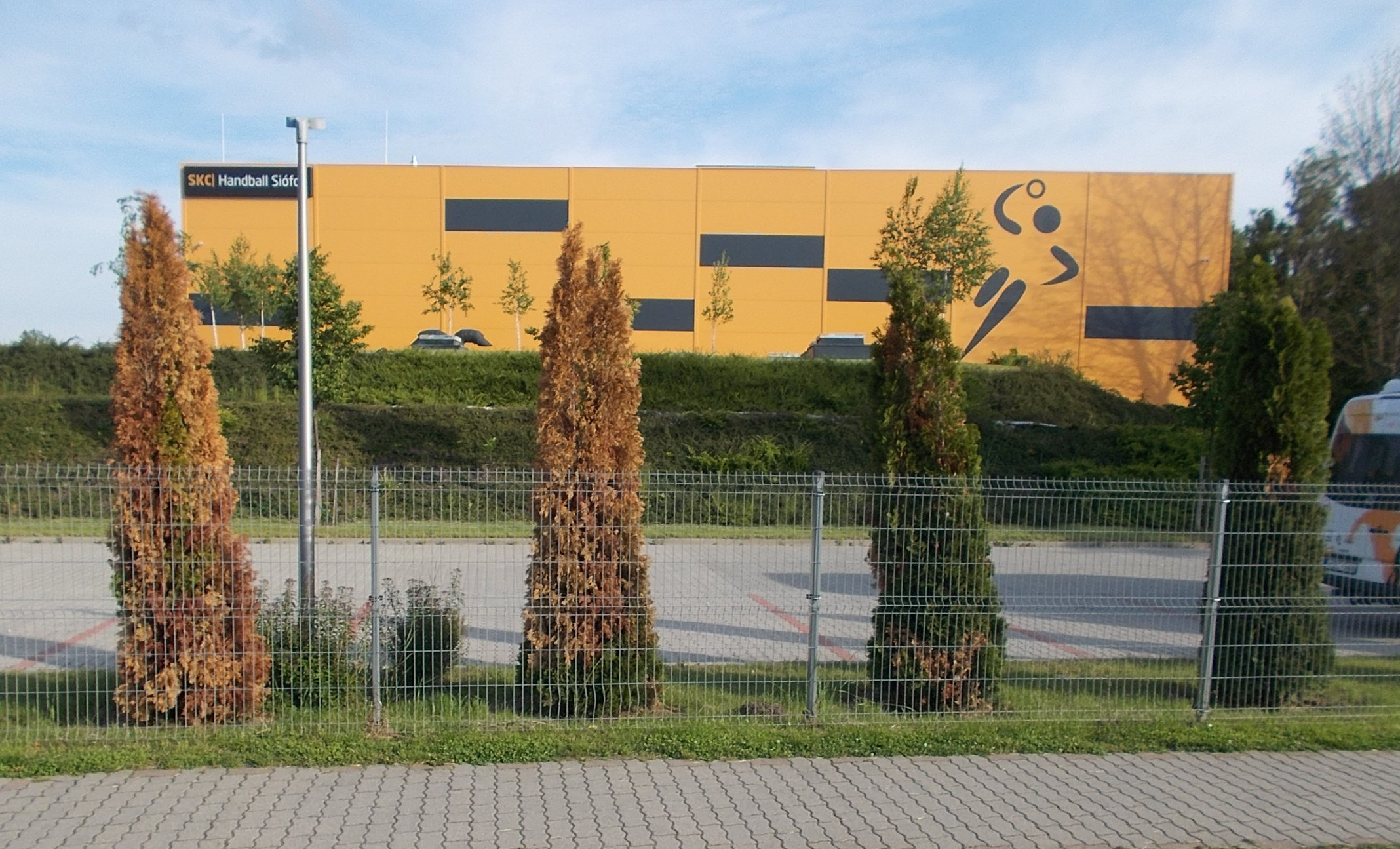
Sportovní hala týmu Siófok KC.

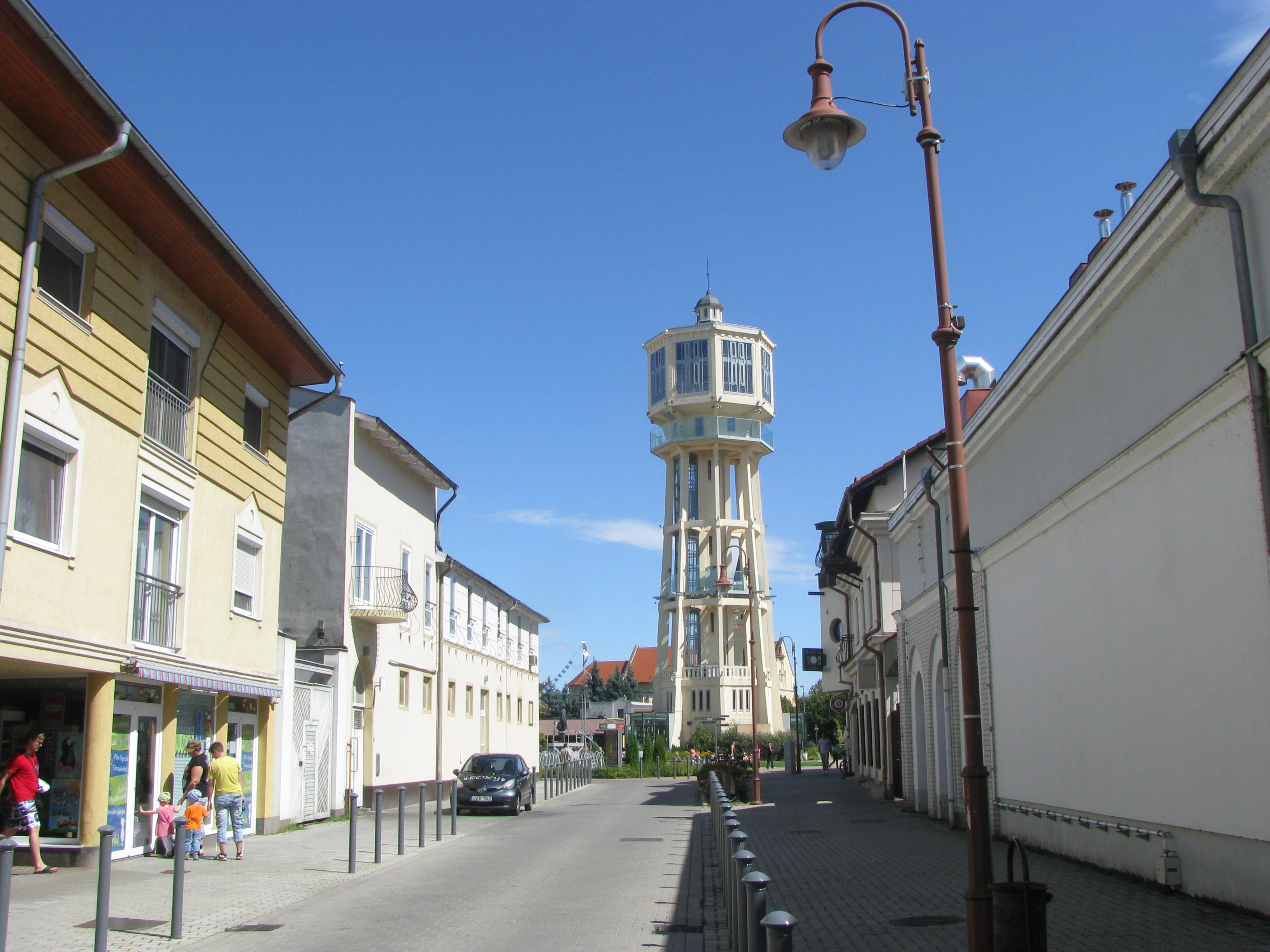
Vodárenská věž.

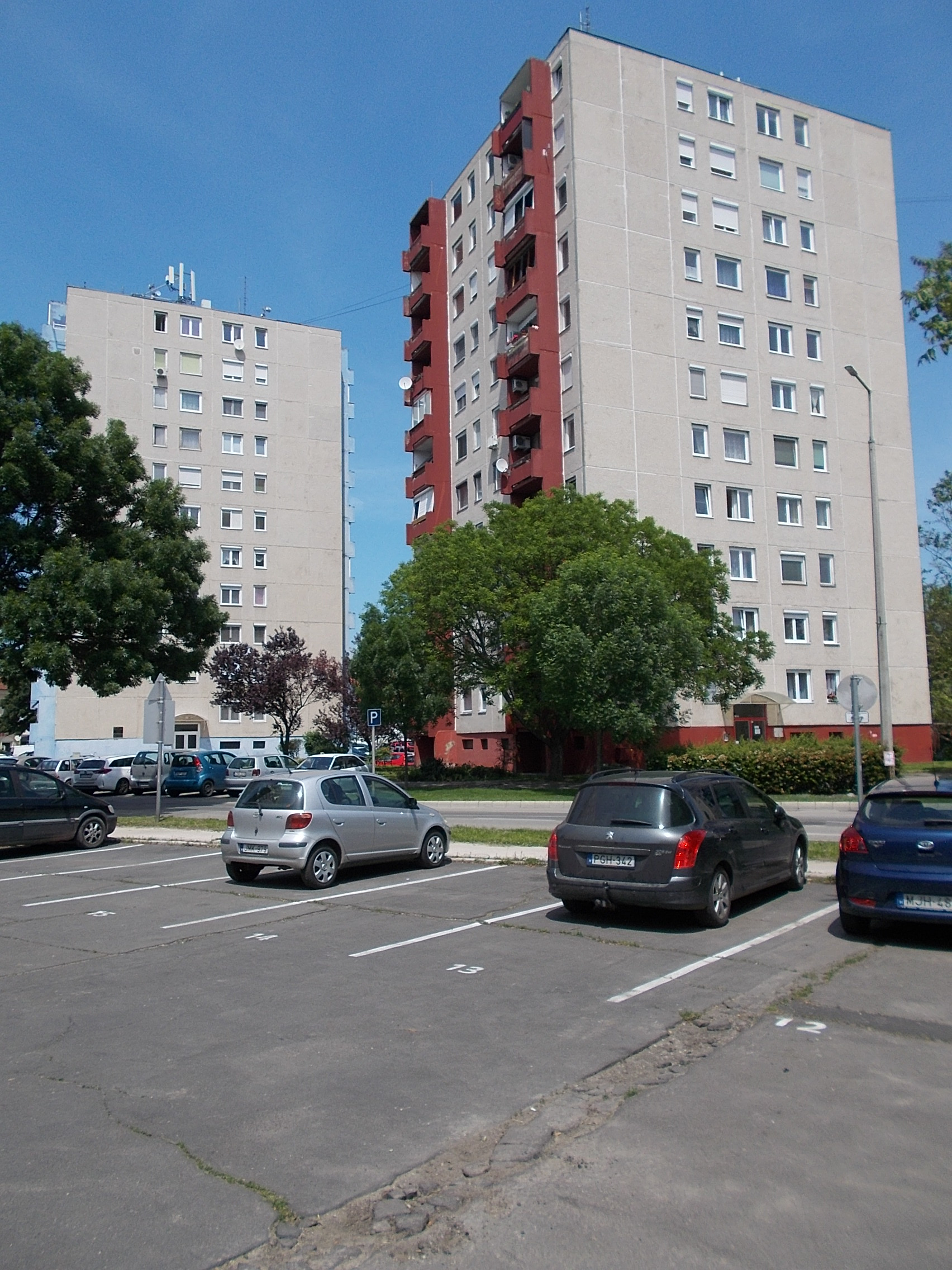
Panelové domy.

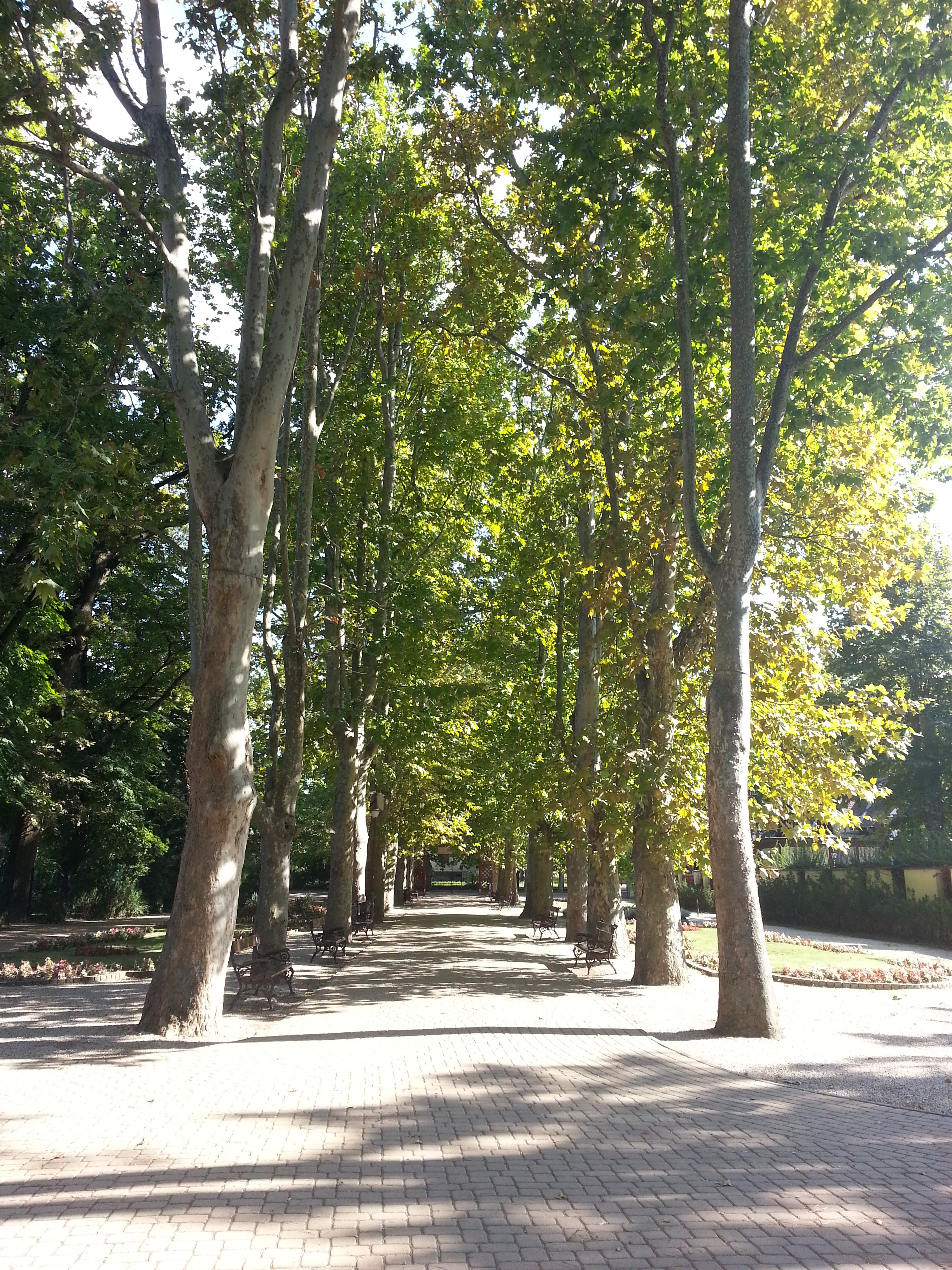
Platanová alej ve městě.

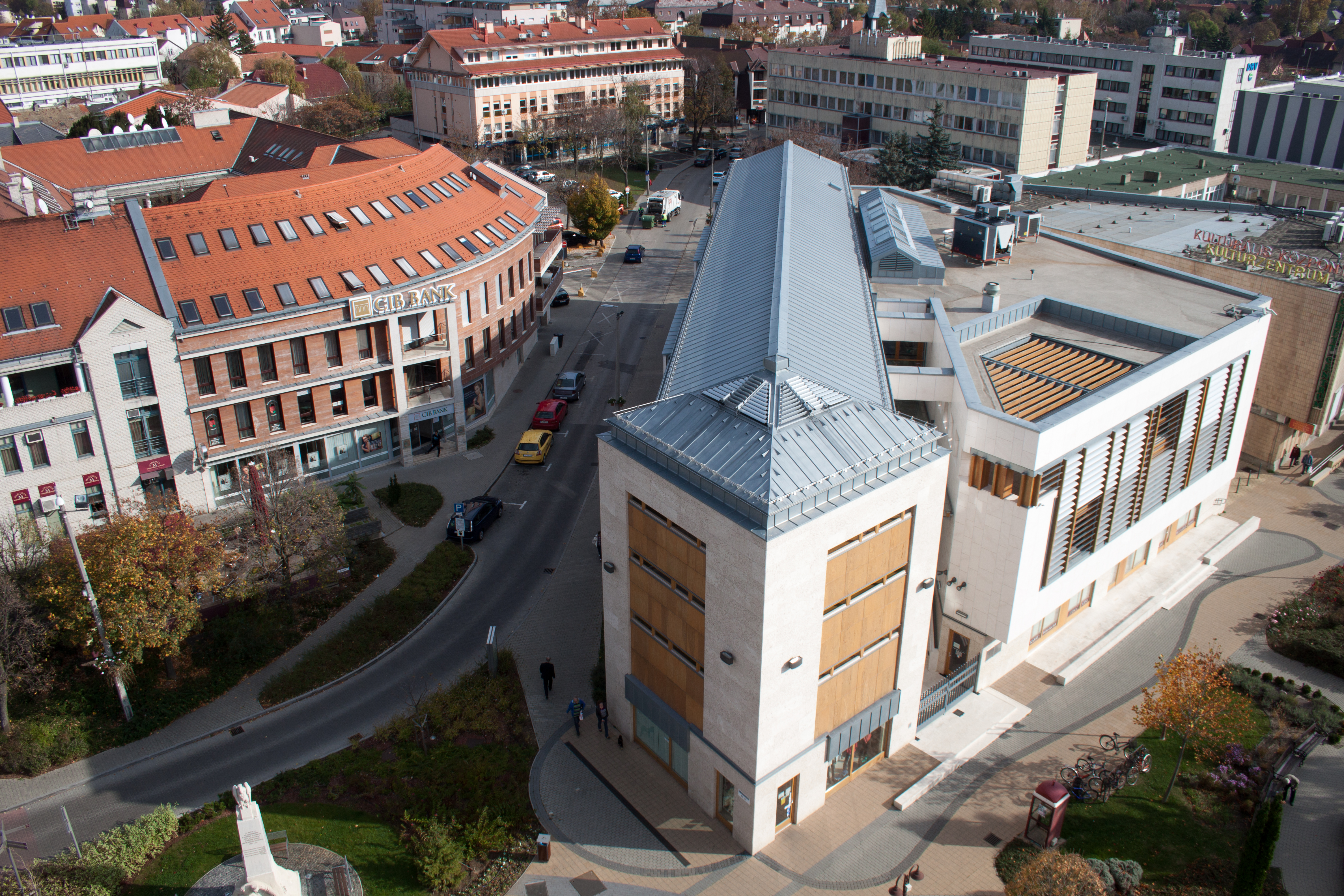
Domy ve středu města.

Dnes je město známým koupalištěm na Balatonu. Místní pláž patří k nejoblíbenějším v celém Maďarsku. Je oblíbeným místem pro pořádání různých oslav a party, je také populární turistickou destinací. Turistika a ubytovací služby jsou významným zaměstnavatelem. Ročně se zde uskuteční v ubytovacích zařízeních milion přenocování. Sídlí zde také lodní společnost Balatoni Hajózási a lázně Galerius.
Mimo jiné se zde nachází i výrobní závody, a to společností Kongsberg Automotive a OV Industries. Sídlí v průmyslové zóně, která je umístěna na východním okraji Siófoku. Výhledově by zde měla působit společnost Tesla z USA. Nemalá část lidí se také věnuje zemědělství, resp. ovocnářství.

## Kultura a pamětihodnosti
Nápadný a navštěvovaný je místní evangelický kostel, který byl postaven částečně ze dřeva a který navrhl maďarský architekt Imre Makovecz. Mimo jiné se v Siófoku nachází i několik málo muzeí, a to Muzeum Imré Kálmána a Muzeum minerálů (maďarsky Ásványmúzeum). Dále se zde nachází i Muzeum vajec, které se věnuje zdobení vajec. Zprovozněno bylo v roce 2003. Stojí zde také pamětní dům Imre Kálmana. Budova slouží k pořádání různých výstav.
Ve městě sídlí rovněž i Jihobalatonské kulturní centrum (maďarsky Dél-Balatoni Kulturális Központ), které nese název podle již zmíněného Imre Kálmána. V rámci něj existuje také operetní divadlo.
Pro svoji architektonickou hodnotu je ve městě chráněno celkem 120 staveb (nejedná se nicméně o památkovou ochranu).

## Doprava
Městem prochází železniční trať Székesfehérvár – Gyékényes, část bývalé uherské Jižní dráhy směrem z Budapešti do Záhřebu. Doplňuje ji i místní trať, která sem směřuje z Kaposváru. Místní nádraží bylo postaveno roku 1863 a rekonstruováno v roce 1987.
Hlavní silniční tah je potom původní silnice celostátního významu č. 7, která vede podél jižního břehu Blatenského jezera a prochází samým středem města. Ve stejném směru je dále od centra Siófoku vedena i dálnice M7. 
Jižně od Siófoku leží také letiště Papkutapuszta (Siófok-Kiliti) se zatravněnou dráhou. Slouží jako sportovní letiště.
Ve městě měl být vybudován rozsáhlý přístav, nicméně návrh byl zamítnut.

## Sport
V Siófoku má být postaven nový fotbalový stadion.

## Zdravotnictví
Ve městě stojí nemocnice, její rozsáhlý areál se nachází jihozápadně od středu města.

## Známé osobnosti
Ze Siófoku pochází následující známé osobnosti:
- Géza Révész (1878–1955), psycholog
- Imre Kálmán[18] (1882–1953), skladatel operet
- Imre Varga[23] (1923–2019), malíř a grafik
- John Hirsch (1930–1989), maďarsko-kanadský divadelní ředitel
- Petra Teveli (* 1979), maratonská běžkyně
- Virág Csurgó (* 1972), tenistka
- Réka Luca Jani (* 1991), tenistka
- Dávid Barczi (* 1989), fotbalista
- Csilla Borsányi (* 1987), tenista
- Vivien Léránt (* 1990), házenkář
- Kálmán Marvalits (1901–1982), sportovec
- Dániel Sallói (* 1996), fotbalista
- Mihály Szeróvay (* 1982), fotbalista
- Petra Teveli (* 1979), maratonec

## Partnerská města a obce
- Oulu, Finsko
- Gheorgheni, Rumunsko
- Netanja, Izrael
- Waldheim, Německo
- Pärnu, Estonsko
- Poreč, Chorvatsko
- Walnut Creek, USA
- Saint-Laurent-du-Var, Francie
- Brenná, Polsko
- Bad Kissingen, Německo